# One (пісня U2)
«One» (дослівно з англ. one — один) — пісня ірландського рок-гурту U2, що вийшла 1991 року в альбомі Achtung Baby, а 1992 року — як сингл. Ця пісня потрапила до списку 500 найкращих пісень усіх часів за версією журналу Rolling Stone. Пісня досягла 7-ї сходинки у чартах Великої Британії та 10-ї у чартах США, вона посідала також вершину американських чартів для треків із рок-альбомів.

## Створення, запис і виробництво
Шукаючи натхнення напередодні об'єднання Німеччини, U2 почали запис сесій для Achtung Baby у Берліні на Hansa Studios наприкінці 1990 року. Проте, настрій був похмурий, усередині групи виникли розбіжності на тему музичної режисури і якості матеріалу. Хоча басист Адам Клейтон і барабанщик Ларрі Маллен віддавали перевагу звуку, подібному до звуку з попередніх робіт U2, вокаліст Боно і гітарист Едж були натхненні європейським індастріалом і електронної танцювальної музики того часу і виступали за зміну. У групи також виникли труднощі в розробці демо й ідей в готових піснях. Боно і Едж вважали, що відсутність прогресу — провина групи, Клейтон і Маллен вважали, що проблемою були ідеї пісні.